# پورشه ۹۱۴–۶ جی‌تی
پورشه ۹۱۴–۶ جی‌تی (Porsche ۹۱۴-۶ GT) خودرویی است که در سال‌های ۱۹۷۰ – ۱۹۷۲تولید شده‌است.
این خودرو در کلاس خودرو اسپورت قرار گرفته، طراحی آن خودروهای موتور وسط عقب-محور عقب بوده است. 